# 林山青
林山青（1963年5月—），男，汉族，山东文登人，中华人民共和国政治人物。山东大学法律系法学专业毕业。曾任广西壮族自治区北海市市长、国家能源局副局长等职。

## 生平
1981年7月，在山东大学法律系法学专业学习。1985年7月参加工作，任国家海洋局北海分局环保监察处干部。1988年3月加入中国共产党。1993年9月，任国家海洋局北海分局环保监察处高级工程师。1994年8月，任国家海洋局北海分局环保处处长。2000年5月，任国家海洋局北海分局北海监测中心主任，中国海监北海总队直属队队长（兼），青岛环海海洋工程勘察研究院副院长。2000年10月，任国家海洋局海洋环境保护司副司长。2008年9月，任国家海洋局海洋预报减灾司司长。
2010年10月，任中共南宁市委常委，国家海洋局海洋预报减灾司司长。2010年12月，任中共南宁市委常委，横县县委书记。2012年10月，任中共北海市委常委。2012年12月，任中共北海市委常委，市政府副市长、党组成员。2013年4月，任中共北海市委常委，市政府副市长、党组副书记。2015年2月，任中共北海市委副书记，市政府副市长、代市长（2015年3月2日正式当选）、党组书记。
2016年8月22日，任国家海洋局党组成员。8月26日，任国家海洋局副局长。2018年3月至2018年8月，任自然资源部党组成员。
2018年9月5日，任国家能源局党组成员、副局长。2023年5月26日，不再任国家能源局副局长。